# ソルヘ
ソルヘ (ペルシア語: سرخه、ラテン文字化: Surkheh、ソルヘ語: سور)は 、イランのセムナーン州の市でソルヘ郡の中心地。2006年の国勢調査では、人口が9,062人、世帯数は2,686世帯だった。セムナーン諸語のソルヘ語は、今でも一部の住民によって話されている。

## 著名人
- ハサン・ロウハーニー（イランの第7代大統領）[5]:55
- ホセイン・フェレイドゥン（英語版）（イランの政治家）
- アリ・アスカル・ペイヴァンディ（英語版）（イランの医師、政治家）
- サヘベ・ルーハニ（英語版）（ハサン・ロウハーニーの妻）